# Pallacanestro ai III Giochi della Francofonia
Il torneo di pallacanestro ai III Giochi della Francofonia si è svolto ad Antananarivo, nel 1997.
Si è svolto solo il torneo femminile.

## Medagliere
| Posiz. | Nazione         | Oro | Argento | Bronzo | Totale |
| ------ | --------------- | --- | ------- | ------ | ------ |
| 1      | Senegal         | 1   | 0       | 0      | 1      |
| 2      | Francia         | 0   | 1       | 0      | 1      |
| 3      | Nuovo Brunswick | 0   | 0       | 1      | 1      |
| Totale | Totale          | 1   | 1       | 1      | 3      |